# Torneo della stampa sportiva 1977
Il Torneo della stampa sportiva 1977 fu un torneo di football americano organizzato dalla Federazione Italiana Football Americano per promuovere il football americano in Italia. Le squadre partecipanti portavano nomi italiani ed erano sponsorizzate da importanti quotidiani sportivi, ma rappresentavano in realtà alcune basi NATO presenti sul territorio italiano (che all'epoca avevano un loro campionato).
Il campionato fu disputato dal 6 al 13 agosto 1977. La formula prevedeva un torneo a eliminazione diretta tra le quattro partecipanti.

## Squadre partecipanti
| Club           | Città   | Sponsor                 | Base NATO  |
| -------------- | ------- | ----------------------- | ---------- |
| Diavoli Milano | Milano  | La Gazzetta dello Sport | Napoli     |
| Lupi Roma      | Roma    | Corriere dello Sport    | Camp Darby |
| Tori Torino    | Torino  | Tuttosport              | Aviano     |
| Veltri Bologna | Bologna | Stadio                  | Aviano     |

## Tabellone
|  | Semifinali     | Semifinali     | Semifinali  |             |                | Finale         | Finale | Finale |  |
|  |                |                |             |             |                |                |        |        |  |
|  | Diavoli Milano | Diavoli Milano | 36          |             |                |                |        |        |  |
|  | Diavoli Milano | Diavoli Milano | 36          |             |                |                |        |        |  |
|  | Lupi Roma      | Lupi Roma      | 12          |             |                |                |        |        |  |
|  | Lupi Roma      | Lupi Roma      | 12          |             | Diavoli Milano | Diavoli Milano | 8      |        |  |
|  |                |                |             |             | Diavoli Milano | Diavoli Milano | 8      |        |  |
|  |                |                | Tori Torino | Tori Torino | 13             |                |        |        |  |
|  | Tori Torino    | Tori Torino    | Tori Torino | Tori Torino | 13             | 12             |        |        |  |
|  | Tori Torino    | Tori Torino    |             |             |                |                |        |        |  |
|  | Veltri Bologna | Veltri Bologna | 8           |             |                |                |        |        |  |

## Calendario

### Semifinali
| Massa 6 agosto 1977 | Diavoli Milano | 36 – 12 (6-0 12-0 12-0 6-12) | Lupi Roma | Stadio degli Oliveti |

| Massa 9 agosto 1977 | Tori Torino | 12 – 8 (6-0 0-0 0-0 6-8) | Veltri Bologna | Stadio degli Oliveti |

### Finale
| Massa 13 agosto 1977 | Diavoli Milano | 8 – 13 (0-6 0-7 0-0 8-0) | Tori Torino | Stadio degli Oliveti |

## Verdetti
- Tori Torino campioni FIFA 1977.